# Konstantin Schmidt (Eishockeyspieler)
Konstantin Schmidt (* 2. Januar 1990 in Darmstadt) ist ein deutsch-schweizerischer Eishockeyspieler, welcher seit 2016 beim HC Ajoie aus National League B unter Vertrag steht.

## Karriere
Der in Darmstadt geborene Stürmer begann seine Karriere beim HC Thurgau, wo er verschiedene Nachwuchsmannschaften durchlief, bis er dann zur Saison 2006/2007 nach Kloten wechselte, um dort in der höchsten Schweizer Nachwuchsliga der Junioren, der Elite A, erste Erfahrungen zu sammeln. Der Linksschütze erzielte in seiner ersten Elite-A-Saison in 34 Spielen 8 Tore und 15 Assists. In Kloten reifte der Stürmer auch zum Juniorennationalspieler, wo er insgesamt 24 Länderspiele für die Schweizer U17, U18 und U20 absolvierte. Während seiner letzten Elite-A-Saison, welche er in der Saison 2008/2009 in Kloten absolvierte, bestritt er auch seine ersten drei Profispiele in den zweithöchsten Schweizer Spielklasse, der Nationalliga B, für die Schweizer U20-Nationalmannschaft, welche ausser Wettbewerb in dieser Liga jeweils einmal gegen jedes Team der Liga antrat. Schmidt erzielte dabei auch das erste Profitor seiner Karriere.
Nach drei Jahren in Kloten kehrte er zum HC Thurgau zurück und unterschrieb zur Saison 2009/2010 seinen ersten Profivertrag. In seiner ersten ganzen Profisaison bestritt er insgesamt 22 Spiele für den HC Thurgau und erzielte dabei 2 Tore. Dazu kommen noch 23 Einsätze inklusive Play-offs für den Schweizer Drittligisten SC Weinfelden, wo er 10 Tore und 8 Assists auf seinem Scoringkonto verbuchen konnte.
Die folgende Saison begann Schmidt wieder bei seinem Heimatverein HC Thurgau, um dann im Januar zu den Bietigheim Steelers in die DEL2 zu wechseln. Zur folgenden Saison blieb Schmidt in Deutschland und unterschrieb einen Vertrag beim DEL2-Meister, den Ravensburg Towerstars. Schmidt verbrachte die folgenden drei Jahre in Oberschwaben und entwickelte sich kontinuierlich weiter. Waren es in seiner ersten Saison noch 14 Scorepunkte, so erreichte der Linksschütze in seinem letzten Jahr bei den Oberschwaben in der Saison 2013/2014 seinen bisher stärksten Wert mit 34 Scorerpunkten. Die Sturmreihe um Marko Friedrich, Stephan Vogt und Konstantin Schmidt wurde zur punktstärksten dritten Reihe der gesamten Liga.
Die starke Leistungen des Deutsch-Schweizers blieben auch nicht den DEL-Clubs verborgen und Schmidt unterschrieb einen Vertrag bei DEL-Aufsteiger Schwenningen. Schmidt schaffte den Sprung nicht, fand sich öfter auf der Tribüne wieder und wechselte deshalb im November während der Länderspielpause zurück nach Ravensburg in die DEL2. In Ravensburg bekam er auch eine prägende Rolle und wurde zu einem der beiden Flügelstürmer im ersten Block der Towerstars neben den beiden US-Amerikanern Austin Smith und Brian Roloff.
In der Saison 2015/2016 wurde Schmidt zum besten deutschen Scorer der DEL2 mit 71 Scorerpunkten inklusive Play-offs. Zur Saison 2016/2017 wechselt er in die Schweiz zurück und schloss sich dem Meister der NLB, dem HC Ajoie, an.